# La Moca Ranch
La Moca Ranch es un lugar designado por el censo ubicado en el condado de Webb en el estado estadounidense de Texas. En el Censo de 2020 tenía una población de 25 habitantes y una densidad poblacional de 0,64 habitantes por km². Fue incluido como CDP en el censo de 2020.

## Geografía
La Moca Ranch se encuentra ubicado en las coordenadas 27°54′6″N 99°30′3″O / 27.90167, -99.50083. Según la Oficina del Censo de los Estados Unidos,  tiene una superficie total de 38,99 km², de la cual 38,97 km² corresponden a tierra firme y 0,02 km² a agua.